# Universidad de Chile
Universidad de Chile este o universitate fondată în 1842 în Santiago de Chile.

## Facultăți
1. Facultatea de Arhitectură și Urbanism
2. Facultatea de Arte
3. Facultatea de Științe
4. Facultatea de Științe Agricole
5. Facultatea de Științe și Matematică Fizică
6. Facultatea de Silvicultură și conservarea naturii
7. Facultatea de Științe chimice și farmaceutice
8. Facultatea de Științe Sociale
9. Facultatea de Științe veterinare și animale
10. Facultatea de Drept
11. Facultatea de Economie și Afaceri
12. Facultatea de Filosofie și Umane
13. Facultatea de Medicină
14. Facultatea de Stomatologie